# جوزيف بنكوست
جوزيف بنكوست (Joseph Pancoast) طبيب جرّاح أمريكي، ولد في 23 نوفمبر 1805 وتوفي في 6 مارس 1882.